# アッケシソウ

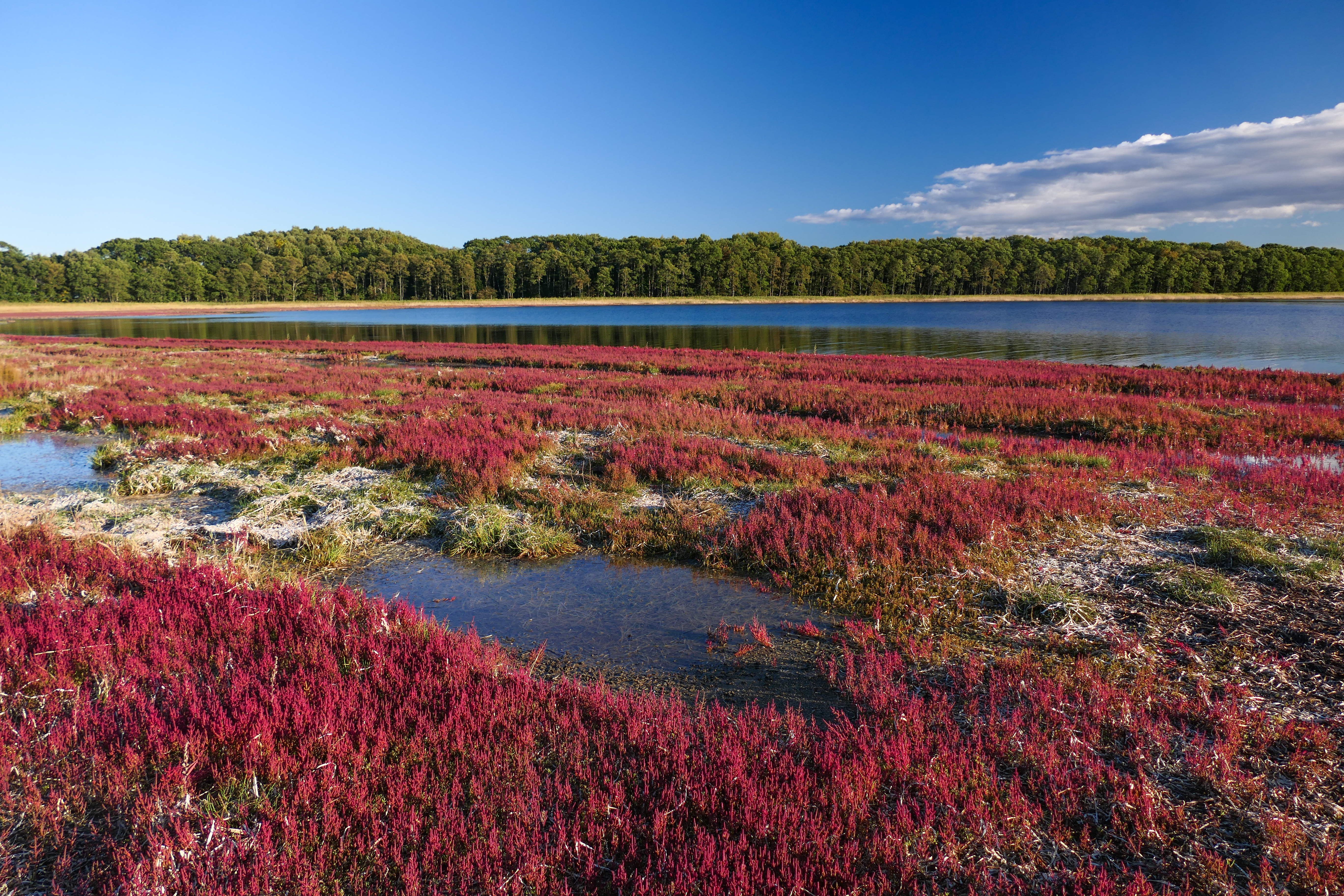
北海道サロマ湖のアッケシソウ群生

アッケシソウ（厚岸草、学名：Salicornia europaea）は、ヒユ科に属する一年生草本。北半球において、汽水域の干潟や湿地（塩性湿地）に生育する。で、ヨーロッパ、アジア、北アメリカなどの寒帯・温帯地域に広範囲に分布する。
野菜として食用になり、「シーアスパラガス」（海のアスパラガス）などとも呼ばれる。栽培用種子が市販されているほか、塩害農地向きの作物として研究対象になっている。
日本では秋に赤く色づくさまをサンゴ（珊瑚）にたとえて「サンゴ草」という異名がある。北海道や岡山県などに自生地がある。

## 特徴

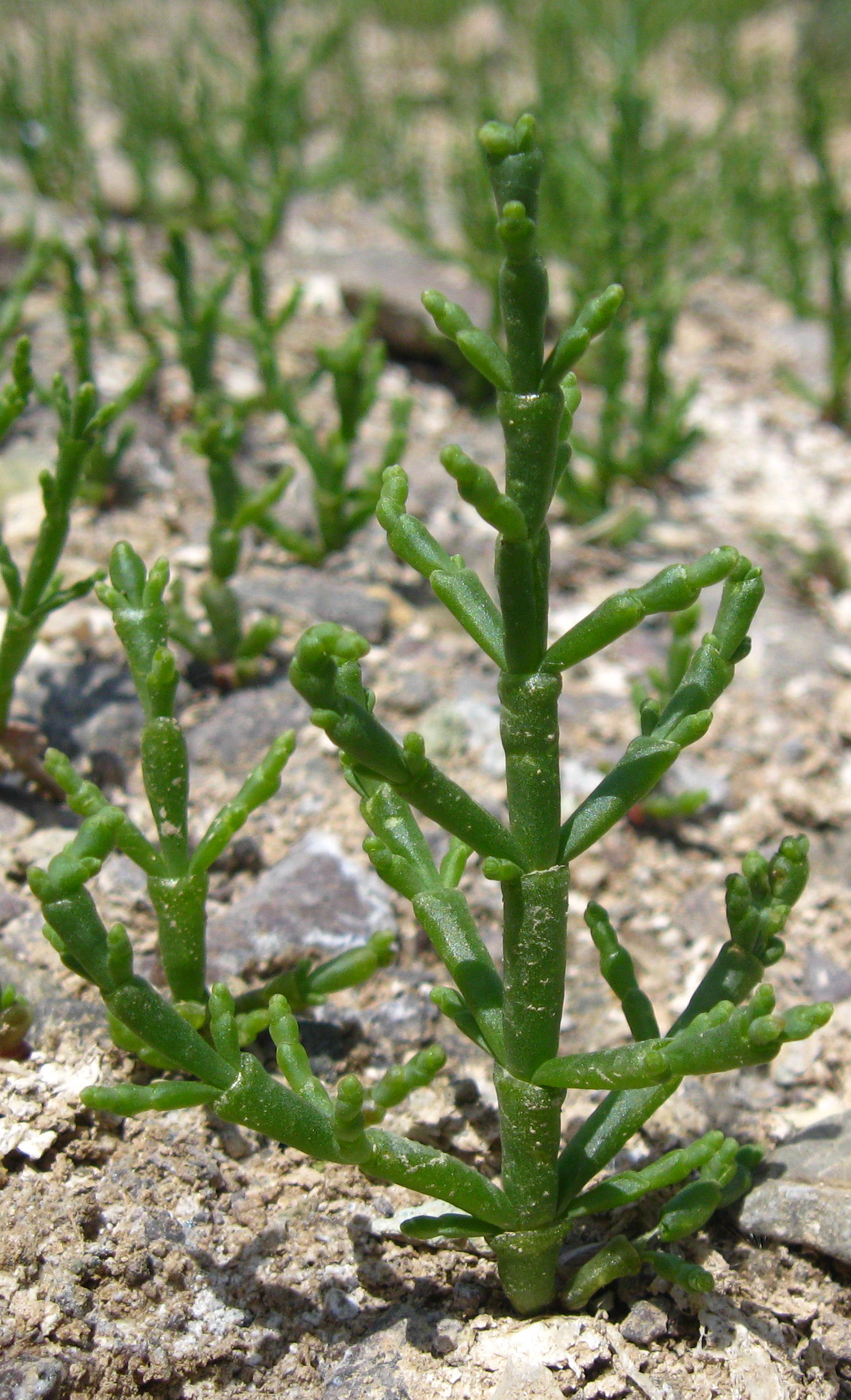
アッケシソウ（厚岸草）

アッケシソウの茎は濃緑色で、高さ10 - 35センチメートル、円柱形で節を形成し、節から枝が対生する。また、退化した燐片状の葉が節部に対生する。8 - 9月には、茎および枝の先端部が円柱状の穂状花序をなし、葉腋のくぼみに3個の花が対となり、1つの節に6個の花器を形成する。3個の花のうち、中央に位置するものを中央花、その両側に位置するものを両側花と呼ばれ、中央花からは大粒種子、両側花からは小粒種子と呼ばれる大小2種の種子を形成する。このことからアッケシソウは花器と種子に二形性が認められている。大粒種子は環境ストレスに強く、小粒種子は休眠期間が長いことから群落の維持に関与する事が推測される。この植物の花器の特徴として、花被が退化し、雌蕊（雌ずい）や雄蕊（雄ずい）を包み込むようにがく片が非常に発達している。
秋になるとアッケシソウの茎および枝の濃緑色が紅紫色へ紅葉する姿からサンゴソウ、ヤチサンゴとも呼ばれる。その色素は、同じヒユ科に属するテンサイの根で合成される色素と同種のベタシアニンである。

## 耐塩性
アッケシソウは塩生植物の中でも特に強い耐塩性を示し、塩の存在に依存的な植物である。生育過程が進むにつれて、塩を蓄積することにより耐塩性を獲得する強塩生植物である。この生理的耐塩性機構は、過剰な塩類の液胞内への蓄積と連動して、浸透圧を調整する細胞適合物質であるグリシンベタインを合成、蓄積することにより、細胞質の機能を保護、強化している。　

## 分布
日本では1891年（明治24年）に初めて椙山清利によって北海道東部の厚岸湖にある牡蠣（カキ）島で発見され、その地名にちなみ札幌農学校の宮部金吾が同年、アッケシソウ（厚岸草）と命名した。続いて1912年（明治45年／大正元年）に牧野富太郎によって愛媛県でも発見され、日本第二の産地として発表された。その後、北海道では近隣の野付半島、温根沼および風蓮湖やオホーツク海沿岸のコムケ湖、サロマ湖、能取湖および涛沸湖などにも分布している事がわかっている。

## 瀬戸内海沿岸のアッケシソウのルーツ
瀬戸内海沿岸のアッケシソウのルーツとして、江戸時代に北前船で塩などの物資を現在の北海道に運ぶ過程で、瀬戸内海に戻る際にバラストなどに付いた個体や種子が瀬戸内海沿岸に持ち込まれたとする「北前船説」が考えられていた。しかし、東京農業大学のグループが2003年（平成15年）に発表した論文では、RAPD法による分析を行い、北海道に自生するアッケシソウと岡山県に自生するアッケシソウの遺伝的な組成が異なることが示された。その後、岡山理科大学などのグループが2010年（平成22年）に発表した論文では、北海道、岡山県、愛媛県、香川県、韓国で採取したアッケシソウの葉緑体のDNAの一部を分析した。その結果、北海道のアッケシソウと瀬戸内海沿岸のアッケシソウの分析した葉緑体DNAの塩基配列が異なっており、瀬戸内海沿岸のアッケシソウと韓国のアッケシソウの分析した葉緑体DNAの塩基配列が同じであった。これらのDNA分析の結果からは「北前船説」は支持されなかった。

## 保護の現状
北海道以南では宮城県、愛媛県および香川県の塩田跡地で生育が確認されていたが、これら塩田跡地が開発によって住宅地や工業団地などに転用されたことに伴い、アッケシソウ群落はほとんど絶滅に近いとされている。2003年（平成15年）末に、岡山県浅口市の寄島干拓地で自生していることが確認され、2004年（平成16年）に住民らが「守る会」を発足。自生地の保護や生態調査を行っている。また、岡山県には瀬戸内市の牛窓町、邑久両町にまたがる錦海塩田跡地にアッケシソウが自生している。しかし、この跡地に存在するアッケシソウは植物愛好家が香川県の塩田跡地より持ち帰ったアッケシソウの種子を蒔いたと文献に残っていることから、保護に成功した珍しいケースの場所と言える。愛媛県新居浜市が自生の南限と言われている。
環境省のレッドデータブックでは「近い将来に絶滅の危険が高い種（EN）」に指定され、さらに近年では地盤沈下や湖岸の浸食により、年々減少しているとの報告がある。最初に自生が確認された厚岸湖では最奥部に僅かに見られるだけになっている。
能取湖南岸の網走市卯原内地区では塩湿地をトラクターを用いて耕起し、他の塩生植物を抑制させる事によって国内最大級のアッケシソウ群落を維持し、毎年秋には20万人が訪れる観光名所になっていた。しかし、環境改善を目的にした杜撰な土砂の搬入が却って悪影響を与え、2011年（平成23年）には大幅に縮小。2012年から網走市や東京農業大学などで再生協議会を組織して土壌改良等が行われ、2015年（平成27年）秋までに8割程度まで回復させた。雑草やヨシの侵入に弱いが、能取湖岸での事例を参考に、名前の由来となった厚岸町でも群落の再生が試みられている。

## 野菜としての利用

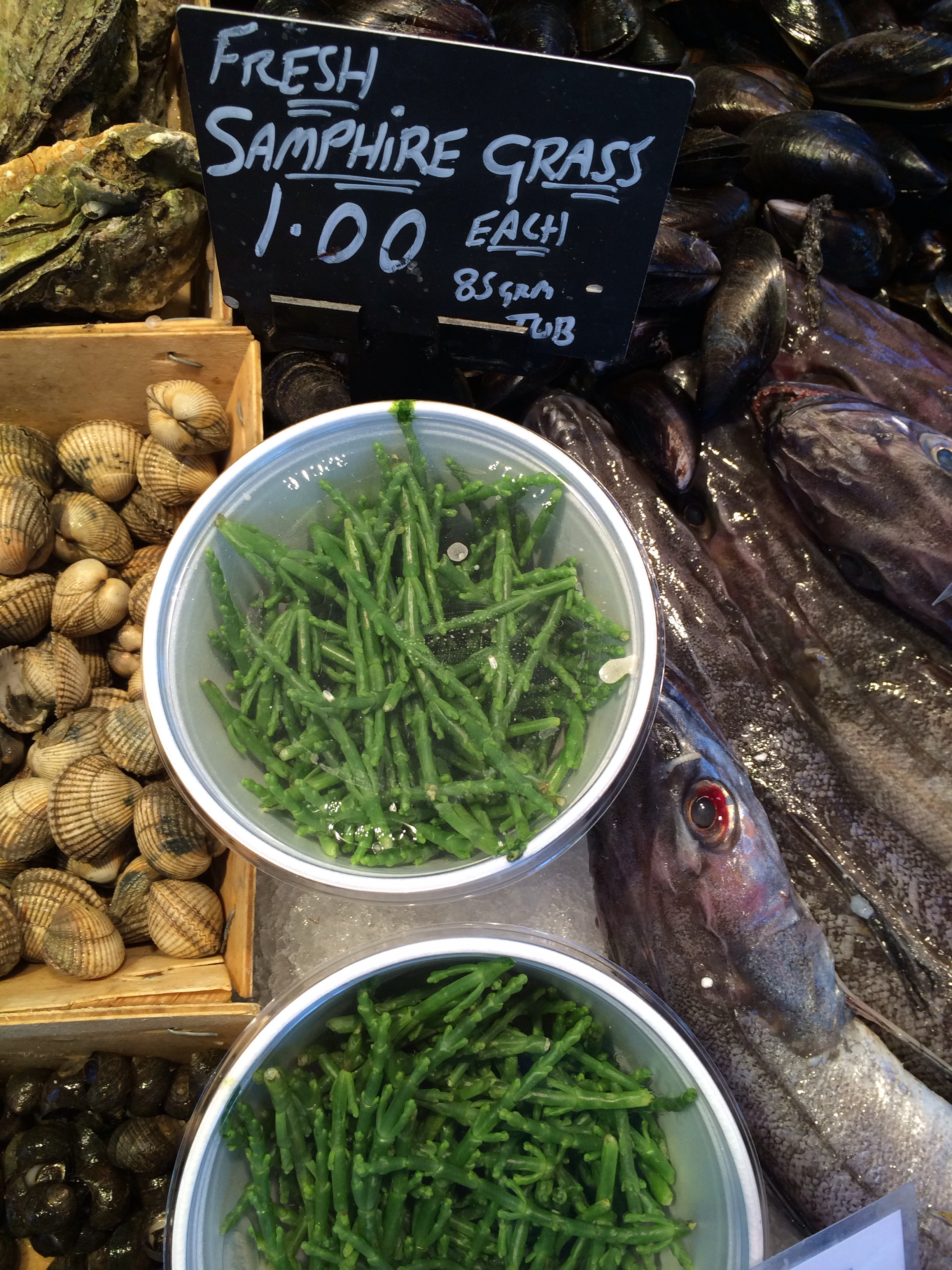
野菜としての利用されているアッケシソウ（厚岸草）

アッケシソウは葉と茎が食用となり、イギリスをはじめとするヨーロッパで野菜として利用される。塩味があり、そのまま茹でて食べるのが一般的であり、近年では日本でも流通することがある。海外ではサムファイアー Samphire（英語）、パスピエール Passe Pierre（フランス語）、ゼークラル Zeekraal（オランダ語）などと呼ばれるが、アスパラガスと形がやや似ていて利用法が同じため、シーアスパラガスの名もある。シービーンズ（Sea beans）やシーピクルス（Sea pickles）と呼ばれる事もある。